# Mempricius
Mempricius est un roi légendaire de l’île de Bretagne (actuelle Grande-Bretagne), dont l’« histoire » est rapportée par Geoffroy de Monmouth dans son Historia regum Britanniae (vers 1135). Il est le fils du roi Maddan et le frère de Malim. Son règne aurait duré 20 ans et serait contemporain de ceux de Saül et de Eurysthénès.

## Le royaume de l’île de Bretagne
Après la guerre de Troie, Énée arrive en Italie, avec son fils Ascagne et devient le maître du royaume des Romains. Son petit-fils Brutus est contraint à l’exil après avoir accidentellement tué son père. Après une longue navigation, Brutus débarque dans l’île de Bretagne, l’occupe et en fait son royaume. Il épouse Innogen dont il a trois fils. À sa mort de son père, le royaume est partagé en trois parties : Locrinus reçoit le centre de l’île à qui il donne le nom de « Loegrie », Kamber reçoit la « Cambrie » (actuel Pays de Galles) et lui donne son nom, Albanactus hérite de la région du nord et l’appelle « Albanie » (Écosse). Le royaume est réunifié sous la souveraineté de Locrinus après une guerre contre les Huns.

## Mempricius
Maddan, fils de Locrinus et de Guendoloena, a deux fils : Mempricius et Malim après son accession au trône. Le règne de Maddan dure 40 ans et à sa mort les deux fils se disputent l’héritage du trône. Mempricius est un fourbe prêt à tout pour parvenir à ses fins : il invite donc son frère à une réunion pour conclure un accord et en profite pour le tuer par traitrise.
Mempricius devient donc le seul roi et dès lors se comporte en tyran, assassinant quiconque s’oppose à lui et « tous les hommes les plus éminents ». Il délaisse complètement son épouse, avec qui il a un fils Ebrauc, pour s’adonner à la sodomie. Après 20 ans de règne, il est dévoré par une bande de loups, lors d’une partie de chasse. Selon Geoffroy de Monmouth, il règne pendant 20 ans, « Saül régnait alors en Judée et Eurysthène à Lacédémone ». Son fils Ebrauc lui succède.

## Sources
- (en) Peter Bartrum, A Welsh classical dictionary: people in history and legend up to about A.D. 1000, Aberystwyth, National Library of Wales, 1993 (ISBN 9780907158738), p. 537  MEMBYR ap MADOG. (Fictitious). (1026-1006 B.C.)
- Geoffroy de Monmouth, Histoire des rois de Bretagne, traduit et commenté par Laurence Mathey-Maille, Les Belles lettres, coll. « La Roue à livres », Paris, 2004,  (ISBN 2-251-33917-5).

## Note
1. ↑  Le nom de la reine leur mère n’est pas mentionné dans l’Historia regum Britanniae.
2. ↑  Le nom de la femme de Mempricius n'est pas mentionné, lui non plus.